# Чуприян, Александр Петрович
Александр Петрович Чуприян (род. 23 марта 1958, Ухта, Коми АССР, СССР) — российский государственный деятель. Первый заместитель министра Российской Федерации по делам гражданской обороны, чрезвычайным ситуациям и ликвидации последствий стихийных бедствий (4 июля 2018 — 29 марта 2023), временно исполняющий обязанности министра (2021—2022). Доктор технических наук (2007). Генерал-полковник внутренней службы (2008).

## Биография
Окончил среднюю школу. В 1976—1978 годах проходил срочную службу в Вооружённых силах СССР. С 1979 года — на службе в Управлении пожарной охраны Главного управления внутренних дел Ленинградского облгорисполкома. Окончил курсы среднего начальствующего состава пожарной охраны в 1980 году. С 1979 года — пожарный, с 1980 года — начальник караула 14-й военизированной пожарной части 7-го отряда военизированной пожарной охраны, с 1982 года — заместитель начальника, с 1983 — начальник 3-й военизированной пожарной части 7-го отряда военизированной пожарной охраны Управления пожарной охраны ГУВД Леноблгорисполкома, с 1987 года — заместитель начальника 1-го отряда военизированной пожарной охраны.
В 1989 году окончил Высшую инженерную пожарно-техническую школу МВД СССР по специальности «инженер противопожарной техники и безопасности». В 1989 году — начальник 1-го отряда военизированной пожарной охраны, с 1989 — начальник 7-го отряда военизированной пожарной охраны Управления пожарной охраны ГУВД Леноблгорисполкома.
С 1993 года — заместитель начальника Управления государственной противопожарной службы ГУВД г. Санкт-Петербурга и Ленинградской области. С 1996 года — заместитель начальника кафедры Санкт-Петербургской высшей пожарно-технической школы МВД России. В 1997 г. — исполняющий обязанности начальника Управления государственной противопожарной службы ГУВД г. Санкт-Петербурга и Ленинградской области.
С 1997 года — начальник Управления государственной противопожарной службы ГУВД г. Санкт-Петербурга и Ленинградской области. После передачи Государственной противопожарной службы (ГПС) из МВД в МЧС России в 2002 году продолжил работу в той же должности. С 2003 года — начальник Главного управления ГПС МЧС России. С 2005 года — начальник Северо-Западного регионального центра МЧС России.
С 2006 года по 2018 год — заместитель Министра Российской Федерации по делам гражданской обороны, чрезвычайным ситуациям и ликвидации последствий стихийных бедствий (переназначен указом Президента России от 3.12.2011 № 1575). С июня 2018 года — первый заместитель Министра Российской Федерации по делам гражданской обороны, чрезвычайным ситуациям и ликвидации последствий стихийных бедствий.
С 8 сентября 2021 года по 25 мая 2022 года — временно исполняющий обязанности главы ведомства по должности.
Кандидат технических наук (2001). Доктор технических наук (2007). Результаты докторской диссертации (методология построения интегрированной автоматизированной системы управления) отражены в двух монографиях.
Председатель попечительского совета Федерации пожарно-прикладного спорта России. В ноябре 2018 года единогласно избран Президентом Международной спортивной федерации пожарных и спасателей.
Освобождён от должности 29 марта 2023 года.
С июня 2023 года — советник бизнесмена Дениса Фролова по развитию промышленной безопасности.

## Международные санкции
Из-за поддержки российской агрессии и нарушения территориальной целостности Украины во время российско-украинской войны находится под персональными международными санкциями разных стран. С 9 августа 2022 года находится под санкциями Великобритании. 14 марта 2022 года включён в санкционный список Канады «близких соратников режима» за «содействие и поддержку выбора президента Путина вторгнуться в мирную и суверенную страну». С 18 мая 2022 года находится под санкциями Австралии.
Указом президента Украины Владимира Зеленского от 9 июня 2022 находится под санкциями Украины.

## Награды
- Орден «За заслуги перед Отечеством» 4-й степени[10]
- Орден Почёта
- Орден Дружбы
- Медали ордена «За заслуги перед Отечеством» 1-й (2012)[11] и 2-й степеней
- Медаль «За отвагу на пожаре»[10]
- Ведомственные награды
- Именное оружие (пистолет Макарова)[источник не указан 931 день]
- Почётная грамота Правительства Российской Федерации (8.12.2005)